# Mohoua albicilla
Il testabianca della Nuova Zelanda (Mohoua albicilla (Lesson, 1830)) è un uccello passeriforme della famiglia Mohouidae.

## Etimologia
Il nome scientifico della specie, albicilla, deriva dalla crasi delle parole latina albus ("bianco") e capillus ("capelli"), col significato di "dalla testa bianca" (sebbene fin dal latino medievale il suffisso -cilla divenga, seppur in base ad un'errata interpretazione dei testi di Varrone, sinonimo di "coda"): il nome comune altro non è che la traduzione di quello scientifico.

## Descrizione

### Dimensioni
Misura 15 cm di lunghezza, per 15-18 g di peso: a parità d'età, i maschi sono leggermente più grandi e pesanti rispetto alle femmine.

### Aspetto

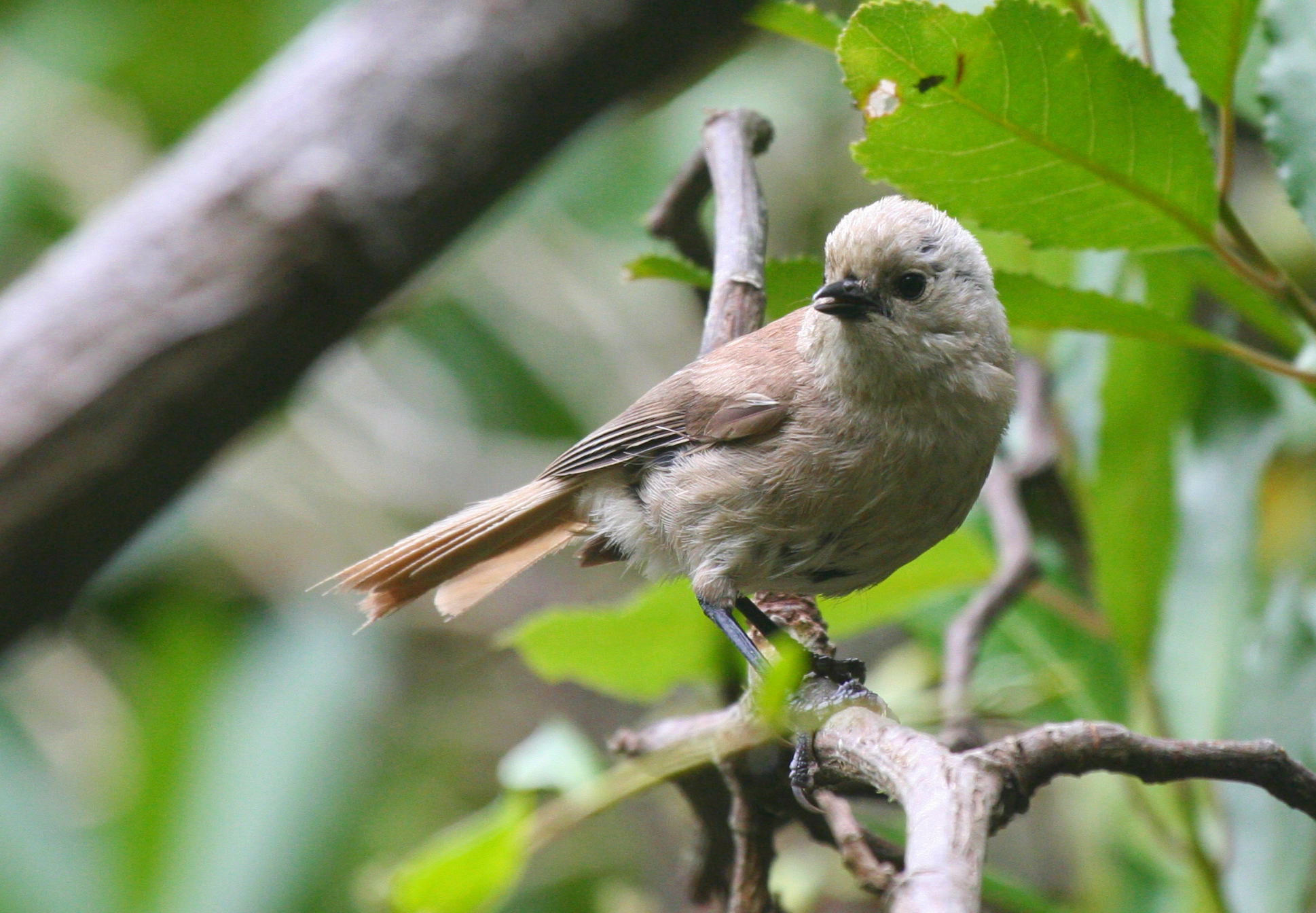
Esemplare in natura.

Si tratta di uccelletti dall'aspetto paffuto e massiccio, con testa arrotondata, corto collo (sicché la testa appare direttamente incassata nel torso), coda lunga e squadrata e becco corto, conico, sottile e appuntito.
Il piumaggio, come intuibile sia dal nome comune che dal nome scientifico, è di colore bianco-grigiastro su testa, petto e parte superiore di ventre e fianchi, mentre il basso ventre e la coda sono di colore bruno e il dorso e le ali sono dello stesso colore, ma più scuro e tendente al nerastro su remiganti e copritrici.

Il dimorfismo sessuale è presente ma non molto evidente, con le femmine che (oltre ad essere leggermente più minute, come accennato in precedenza) presentano sfumature brune sul bianco di nuca e vertice.
Il becco e le zampe sono di colore nerastro, mentre gli occhi sono di colore bruno-rossiccio.

## Biologia

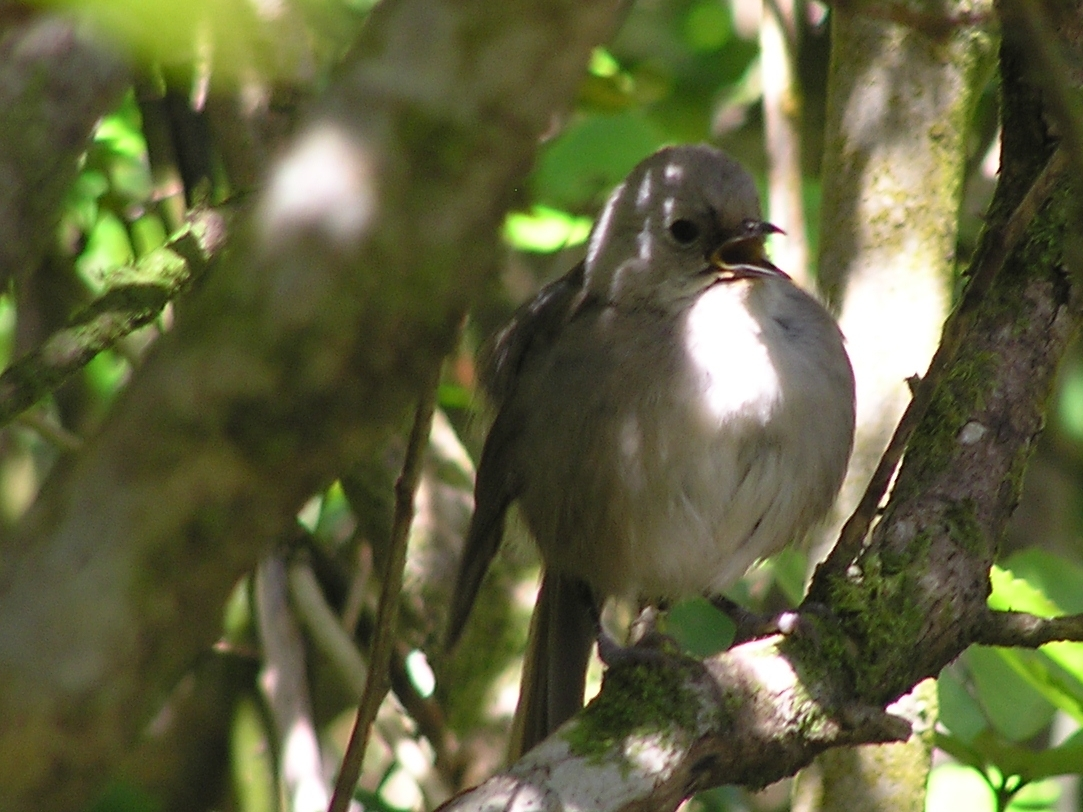
Esemplare canta nei pressi di Wellington.

Si tratta di uccelletti dalle abitudini essenzialmente diurne, vivaci e socievoli, che si muovono in stormi comprendenti più nuclei familiari (una coppia riproduttrice coi figli di più covate), spesso in associazione con altre specie quali calleidi caruncolati, kākāriki e occhialini dorsogrigio: essi passano la maggior parte della giornata fra i rami degli alberi alla ricerca di cibo, tenendosi in contatto fra loro mediante richiami cinguettanti.

## Alimentazione

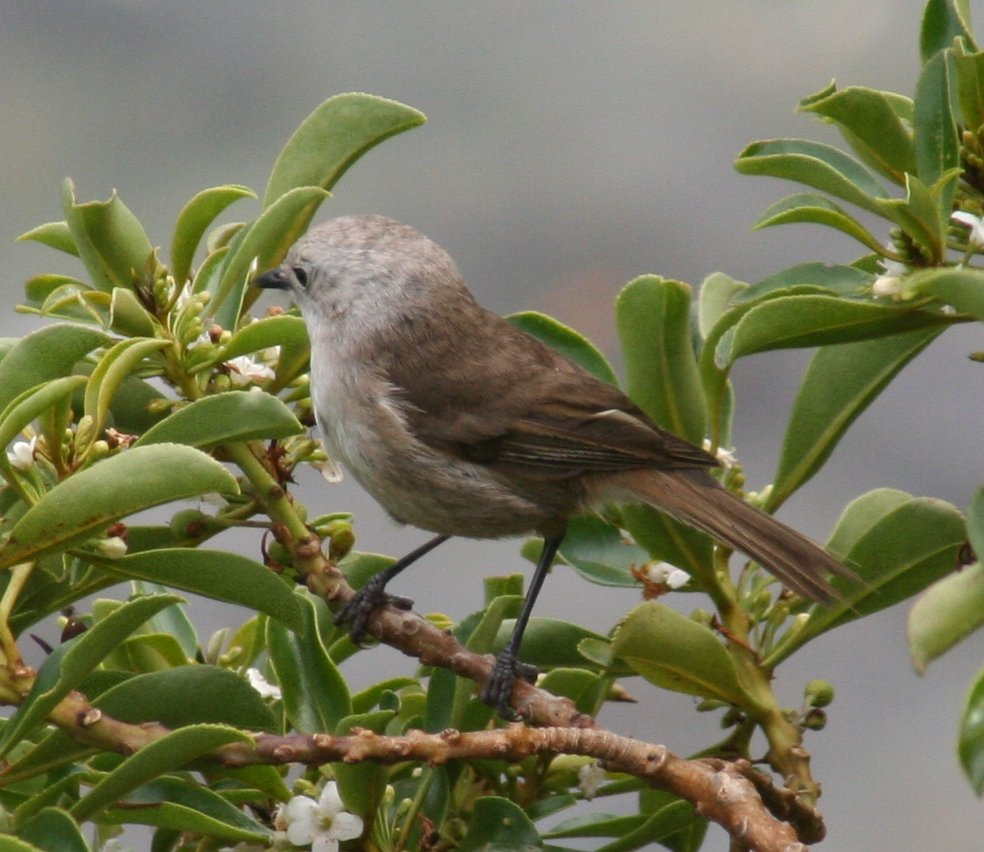
Esemplare si nutre a Tiritiri Matangi.

Il testabianca è un uccello essenzialmente insettivoro, che si nutre perlopiù di piccoli insetti (principalmente falene e coleotteri) ed altri invertebrati (in particolar modo ragni, che costituiscono una parte importante della dieta), nonché di bruchi e larve: il cibo viene reperito cercando col becco fra le scanalature della corteccia e nelle spaccature dei tronchi d'albero, con l'animale che spesso nel cercare il cibo rimane appeso a testa in giù, similmente a quanto si osserva nei regoli. Questi uccelli possono inoltre integrare sporadicamente la dieta con bacche e piccoli frutti. 

### Riproduzione
Si tratta di uccelli monogami, la cui stagione riproduttiva va da ottobre a dicembre, periodo durante il quale vengono portate avanti 1-2 covate. I due sessi collaborano nelle varie fasi della riproduzione, spesso aiutati da altri membri dello stormo (i quali altro non sono che figli delle covate degli anni precedenti).
Il nido viene costruito da ambedue i sessi e consiste in un'alta coppa di fibre vegetali intrecciate, edificata su un cespuglio o un albero fino a 15 m d'altezza: al suo interno, la femmina depone 2-4 uova di colore variabile, che essa si alterna a covare col maschio e con gli altri membri dello stormo per circa 18 giorni, al termine dei quali schiudono pulli ciechi ed implumi.

I nidiacei vengono accuditi ed imbeccati dai genitori e dagli altri membri del gruppo per una ventina di giorni, quando sono pronti per involarsi: pur continuando a chiedere l'imbeccata ancora per un paio di settimane, essi possono dirsi virtualmente indipendenti attorno al mese di vita, quando generalmente si uniscono allo stormo di appartenenza dei genitori.

Durante le operazioni di cova e di allevamento della prole i genitori divengono piuttosto territoriali, scacciando energicamente eventuali intrusi con picchiate continue.

## Distribuzione e habitat

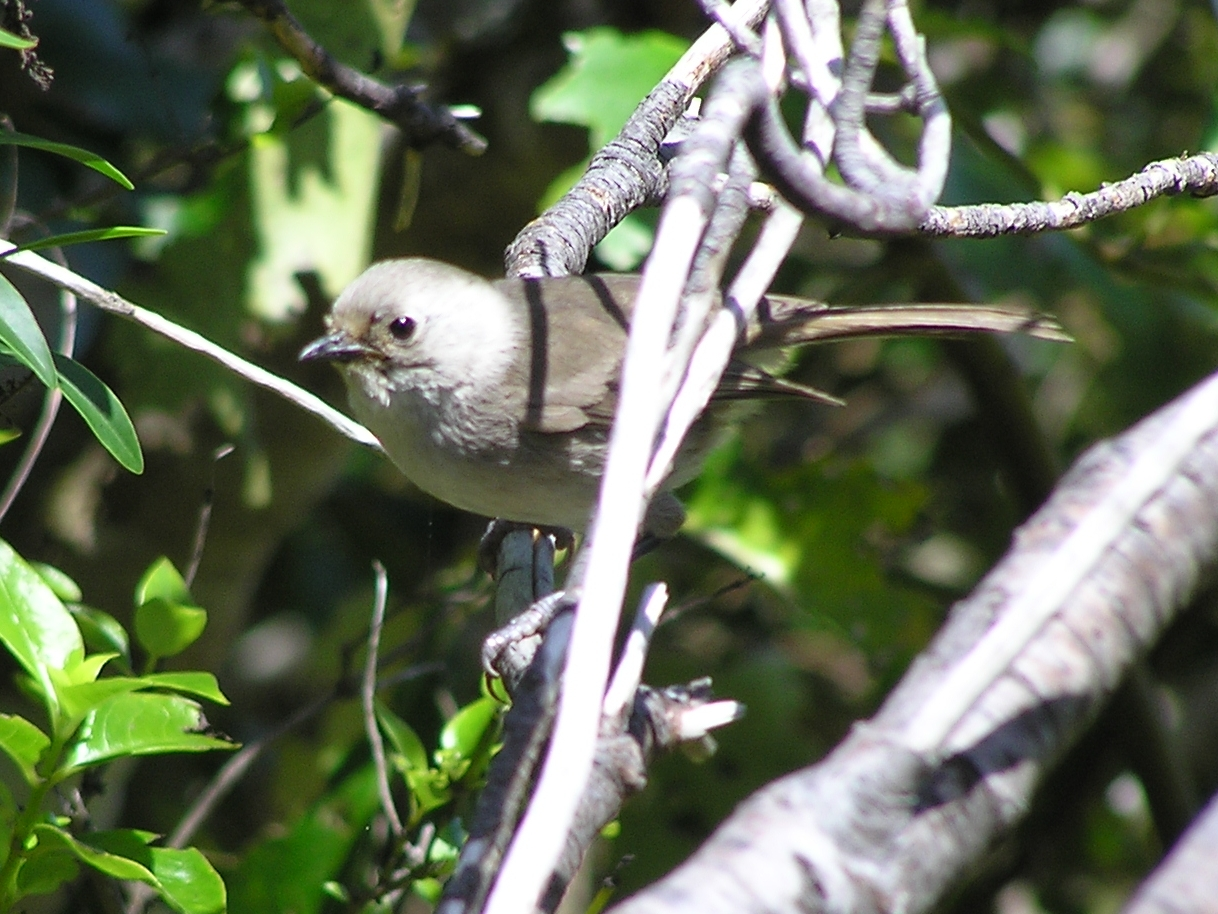
Esemplare in natura.

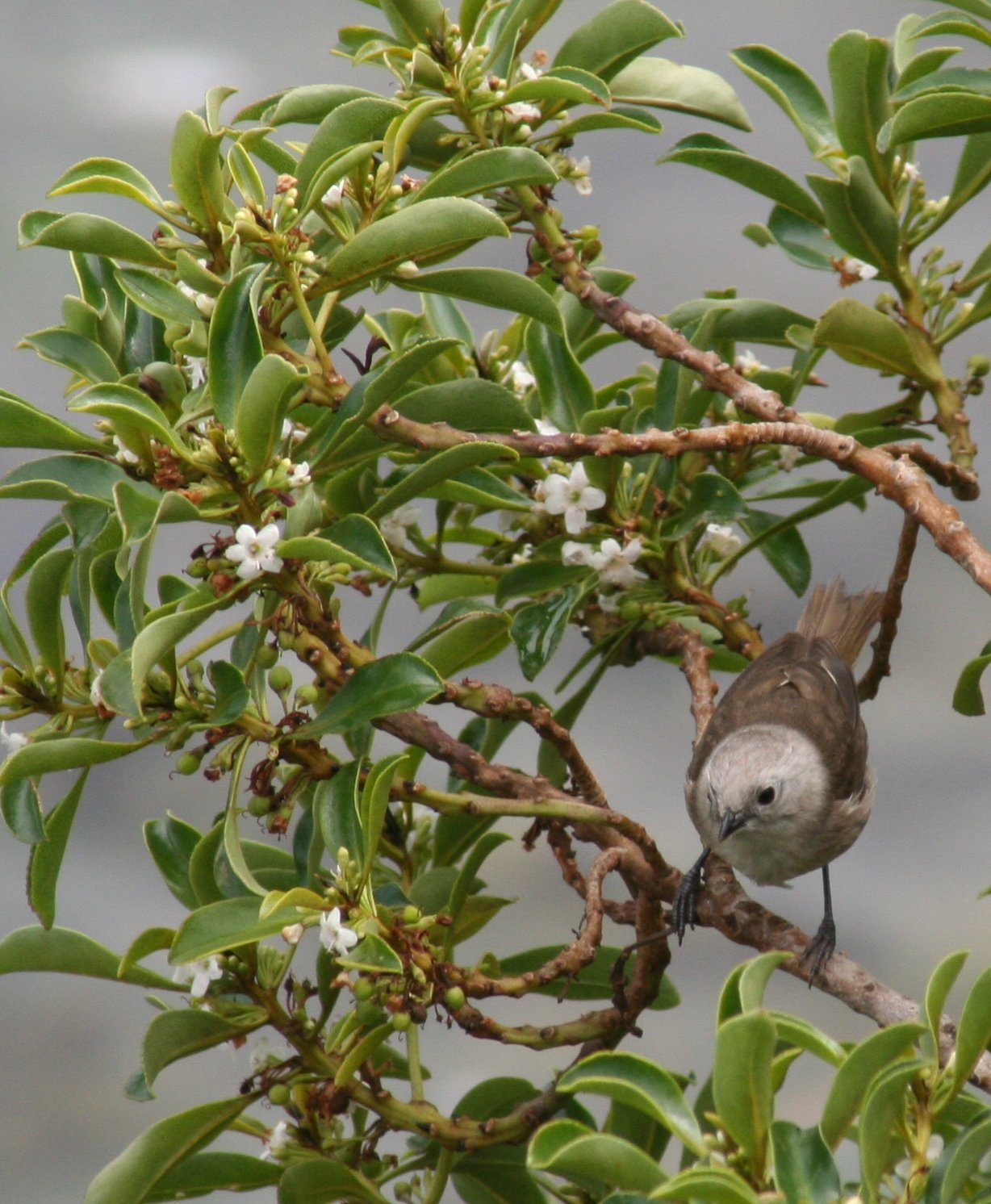
Esemplare a Tiritiri Matangi.

Come intuibile dal nome comune, il testabianca della Nuova Zelanda è endemico della Nuova Zelanda, della quale abita l'Isola del Nord ed alcune piccole isole circonvicine (come Little e Great Barrier, dove risulta l'uccello autoctono più comune). In passato ampiamente diffusi sull'isola, attualmente il loro areale si è alquanto ristretto, concentrandosi alle zone montuose centrali dell'isola ed all'estrema punta meridionale: sono tuttavia in atto progetti di reintroduzione in natura di popolazioni allevate in cattività, che finora hanno dato buoni risultati.
L'habitat di questi uccelli è rappresentato dai boschi di faggio australe ben maturi, anche non troppo folti ma con presenza di denso sottobosco: essi hanno inoltre colonizzato anche le pinete formatesi in un secondo momento sull'altopiano centrale.

## Nella cultura di massa
Il testabianca occupa un posto di primaria importanza nel folklore Maori: questi uccelli (noti in lingua māori come pōpokotea) sono fra gli Hākuturi, i guardiani della foresta, e rappresentando un tramite fra gli uomini e gli dei e sono considerati particolarmente tapu.
Nel clan degli Ngāti Mahuta si racconta che l'eroe mitologico Rātā avesse cominciato a tagliare dei grossi alberi per ricavarne delle canoe, senza però cercare prima il permesso del dio Tāne. L'eroe ignorò i richiami d'avvertimento dei testabianca e dei fucilieri, i quali per punizione, mentre l'eroe era assente, rimettevano insieme il legno appena tagliato, vanificandone il lavoro. Solo dopo il pentimento di Rātā essi acconsentirono a tagliare essi stessi l'albero ed a ricavarne una canoa.

Il testabianca fu inoltre uno degli uccelli scelti dall'eroe Māui per accompagnarlo a uccidere (finendo poi egli stesso ucciso) la regina delle tenebre e della morte Hine-nui-te-pō: fu uno stormo di questi uccelli, infine, ad accecare la dea del tuono Whaitiri.
Per il loro ruolo di messaggeri essi vengono utilizzati nel rito del tohi, dove un tohunga tocca la fronte di un neonato con un testabianca vivo recitando un karakia, al fine di attirare sul bambino la benevolenza degli dei (il mana) e di aprire i suoi occhi e le sue orecchie al sapere degli anziani: l'animale viene librerato alla fine del rito, per comunicare agli dei l'avvenuta iniziazione e per ricordare ai mortali che il loro mana tornerà agli dei dopo la morte.

Inoltre, nel percorso per diventare tohunga, ed in particolare un tohunga matakite (sacerdote con doti di preveggenza), bisognava catturare un piccolo uccello (non necessariamente un testabianca) e dormire assieme ad esso per una notte: se alla visita del tohunga anziano alle prime luci dell'alba l'uccellino catturato volava via di sua spontanea volontà, allora l'abilità dell'aspirante matakite veniva confermata.

Alla fondazione di un pā (villaggio collinare fortificato), inoltre, la tradizione imponeva il rilascio simbolico di un testabianca prima di entrare nella costruzione, per buon auspicio e per liberare l'insediamento da ogni tapu.
Con l'arrivo dei coloni europei, il canto del testabianca (similmente a quanto avvenuto in Australia coi currawong) è stato associato alla pioggia imminente: presso i maori delle regioni centrali, invece, il canto di questi uccelli era sintomo della presenza di fantasmi nei paraggi.